# Paris (Maine)
Paris è un comune degli Stati Uniti d'America, situato nello Stato del Maine, nella contea di Oxford, della quale è il capoluogo.